# Sobowtór (film 1980)
Sobowtór (jap. 影武者 Kagemusha; dosł. wojownik-cień) – japońsko-amerykański film historyczny z 1980 roku w reżyserii Akiry Kurosawy. Zdjęcia kręcono w prefekturach Hyōgo, Kumamoto, Mie i Shizuoka.

## Opis fabuły
W Japonii okresu Sengoku Shingen Takeda jest potężnym, feudalnym władcą (daimyō) siejącym postrach pośród swoich wrogów. Jeden z nich, Nobunaga Oda, sprzymierza się z Ieyasu Tokugawą. Śmiertelnie ranny Takeda zleca utrzymanie w tajemnicy swojej śmierci przez trzy lata i znalezienie sobowtóra na swoje miejsce. Do tej roli wybrano człowieka nazywanego kagemusha (jap. 影武者 wojownik-cień). Okazuje się on drobnym bandytą, który nie posiada charyzmy Takedy.

## Główne role
- Tatsuya Nakadai – Shingen Takeda/Kagemusha
- Tsutomu Yamazaki – Nobukado Takeda
- Ken'ichi Hagiwara – Katsuyori Takeda
- Jinpachi Nezu – Sohachiro Tsuchiya
- Hideji Otaki – Masakage Yamagata
- Daisuke Ryū – Nobunaga Oda
- Masayuki Yui – Ieyasu Tokugawa
- Kaori Momoi – Otsuyanokata
- Mitsuko Baishō – Oyunokata
- Hideo Murota – Nobufusa Baba
- Takayuki Shiho – Masatoyo Naito
- Kōji Shimizu – Katsusuke Atobe

i inni

## Nagrody i nominacje
Oscary za rok 1980
- Najlepsza scenografia i dekoracje wnętrz – Yoshirō Muraki (nominacja)
- najlepszy film nieanglojęzyczny – Akira Kurosawa (nominacja)

Złote Globy 1980
- Najlepszy film zagraniczny – Akira Kurosawa (nominacja)